# Helvio Soto
Helvio Soto Soto (Santiago, 21 de febrer de 1930 - ibídem, 29 de novembre de 2001) va ser un cineasta xilè, considerat un dels més importants de mitjan anys 1960 i 1970. Va ser pare a més del destacat periodista nacional Ricarte Soto.

## Primers anys de vida
Fill de Luis Soto i de Leonita Soto, va fer estudis de lleis, carrera que mai va exercir. Molt jove, i atret per les comunicacions, va emigrar de Xile i aconseguí alguns càrrecs d'assistent en pel·lícules filmades a l'Argentina i treballant a la ràdio a l'Equador. Va escriure alguns llibres com Semana a semana, que va tenir regular èxit de crítiques.

## Vida artística
Quan torna a Xile, el cinema comença a presentar un auge mai abans vist: l'ingrés de les càmeres de 16 mm més les concepcions sociopolítiques atorguen un aire renovador al cinema efectuat a Llatinoamèrica. La seva primera pel·lícula, influenciada pel neorealisme i la seva concepció social, es titula Yo tenía un camarada i aconsegueix realitzar-la gràcies al suport de Cine Experimental de la Universitat de Xile en 1964.
CinemExperimental conjumina en aquells anys als realitzadors joves que, en una actitud avantguardista i desenfadada, comencen a filmar la realitat com mai abans havia aparegut en una pantalla. Pedro Chaskel en el muntatge, Héctor Ríos en la fotografia i Gustavo Becerra en la música acabarien per ser la columna vertebral d'un grup de cineastes clau del període, i des d'on van sortir les primeres pel·lícules de Raúl Ruiz, Miguel Littín, Álvaro Ramírez, Carlos Flores del Pino, Leonardo Céspedes i una àmplia gamma de documentalistes que passarien a la història com els forjadors del Nou Cinema Xilè.
Després dels seus primers curtmetratges, Helvio Soto realitza Lunes 1° Domingo 7, el seu primer llargmetratge, amb fotografia de Fernando Bellet. Després d'aquest exercici filma la que seria la seva pel·lícula més recordada i polèmica, Caliche sangriento. Censurada pel govern de Eduardo Frei Montalva davant les pressions dels militars, va poder veure la llum després d'un acord que comprometia l'eliminació d'uns cartells que ferien la susceptibilitat d'aquells anys. La pel·lícula va gaudir d'una àmplia difusió per tal motiu, però una vegada exhibida, poc i res es va dir a la premsa.
Amb l'arribada de Salvador Allende el 1970, Helvio Soto és cridat a encarregar-se de labors administratives a la Televisión Nacional de Chile, lloc on exercia paral·lelament la seva labor com a director d'algunes sèries de televisió. Recentment en 1971 pot realitzar el seu següent llargmetratge Voto + fusil, una mirada crítica sobre la història de Xile que va ser rebuda de manera irregular. Posteriorment filma un llargmetratge que barreja ficció i documental i que mai seria exhibit a Xile ja que cau un cop d'estat que talla abruptament els processos democràtics desenvolupats fins al moment. Metamorfosis del jefe de la policía política, aquell llargmetratge que s'aprestava a estrenar, ha d'exhibir-se a Europa, amb una tèbia recepció atès que es tracta d'una crítica a les divisions de l'esquerra en aquell període.
La seva primera pel·lícula “europea” és potser el gran èxit de la seva carrera. Llueve sobre Santiago retrata els dies del Cop d'estat, la tortura, els segrestos i les desaparicions, va ser aclamada a Europa, Àsia i Amèrica del Nord, però prohibida pel règim militar. Helvio Soto no tornaria a Xile fins als noranta, on dedica totes les seves energies a formar a les noves generacions de cineastes.
Els seus últims dies els destina a les seves classes, dictant veritables càtedres, on el compromís per l'art era fonamental per a entendre el cinema com un element expressiu més que comercial.

## Filmografia

### Cinema
- Yo tenía un camarada (1964)
- El analfabeto (1965)
- Ana (1) (1965)
- El ABC del amor (1966)
- Érase un niño, un guerrillero, un caballo... (1967)
- Lunes 1°, domingo 7 (1968)
- Caliche sangriento (1969)
- Voto + fusil (1971)
- Metamorfosis del jefe de la policía política (1973)
- Llueve sobre Santiago (1975)
- La triple muerte del tercer personaje (1979)
- Americonga: Mon ami Washington (1986)

### Televisió
- Amalia (1967)
- El socio (1968)
- El loco estero (1968)
- Santiago City (1997)